# Успенська церква (Іжевськ)
Успенська церква (Успіння Пресвятої Богородиці) — храм, розташований в Іжевську (Ленінський район). Будівля храму дерев'яна. Єдиний храм в Іжевську, який не був закритий за часів радянської влади.

## Історія створення
27 вересня 1910 року Іжевсько-Зарічне волосне зібрання засудило будівництво Успенської церкви на Ніколо-Покровському цвинтарі. У 1850 році на цьому місці була збудована каплиця в ім'я Покрова Пресвятої Богородиці. 3 липня 1911 року, з благословення єпископа Сарапульского Мефодія, був закладений храм в ім'я Успіння Божої Матері.
Успенська церква на даний час є єдиною збереженою будівлею архітектора І. А. Чарушина в Іжевську.
У роки Німецько-радянської війни Успенська церква була єдиною діючою культовою спорудою на території міста Іжевська.
У 2003 році, під час проведення ремонту, на одній зі стін лівого бокового вівтаря була виявлена раніше невідома ікона Успіння Пресвятої Богородиці.

## Галерея

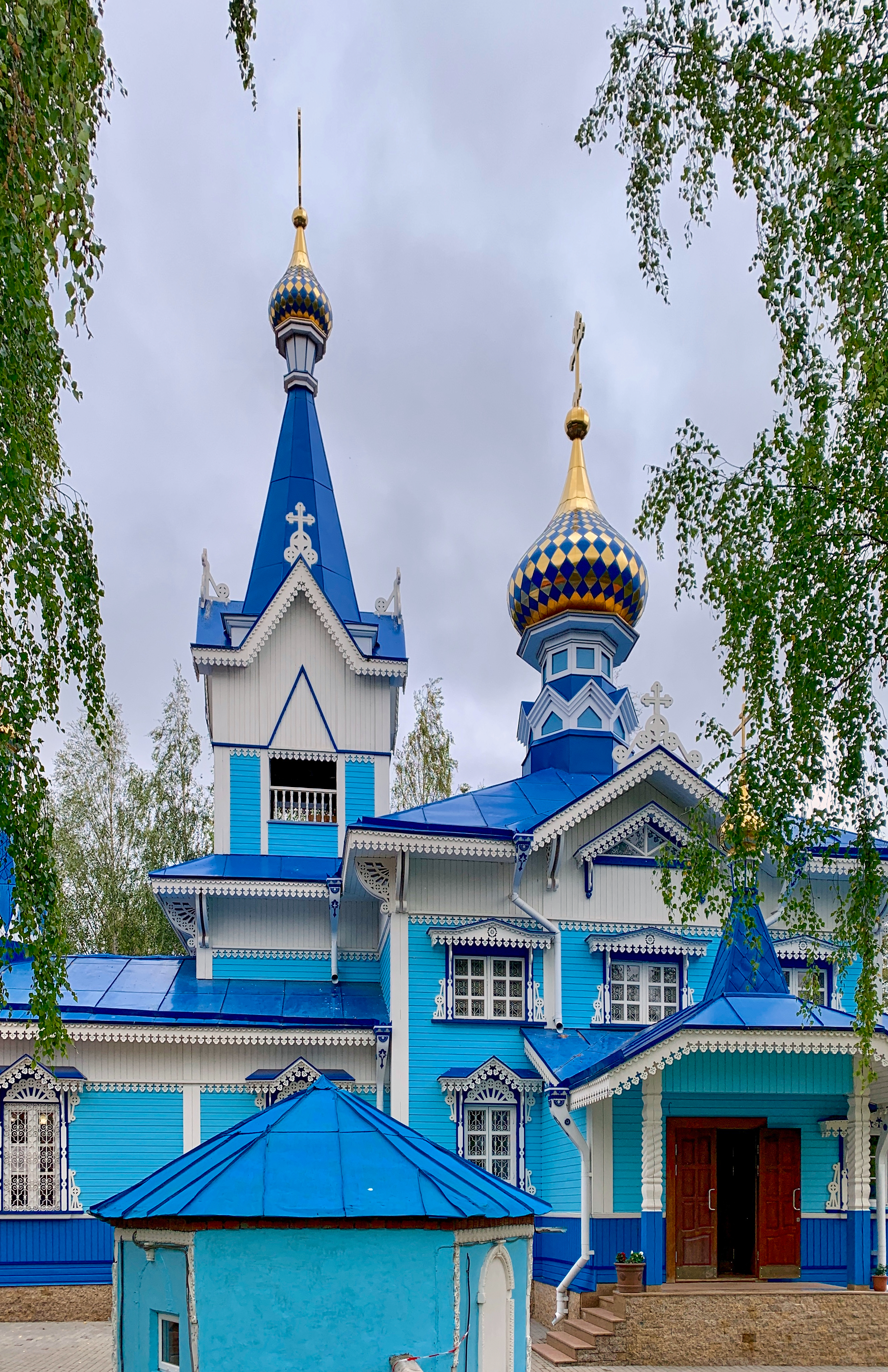
Вид з півдня
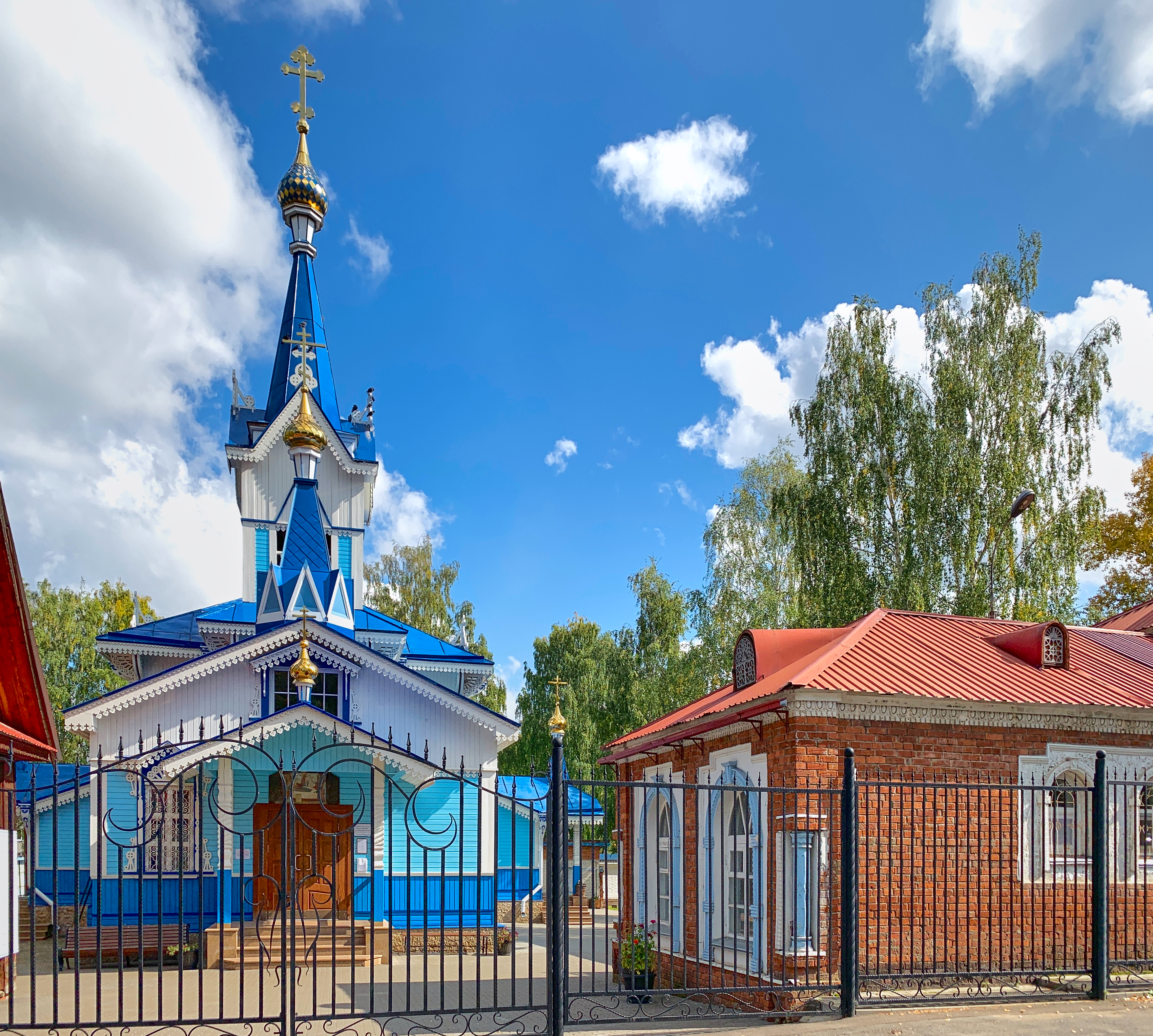
Вид із заходу
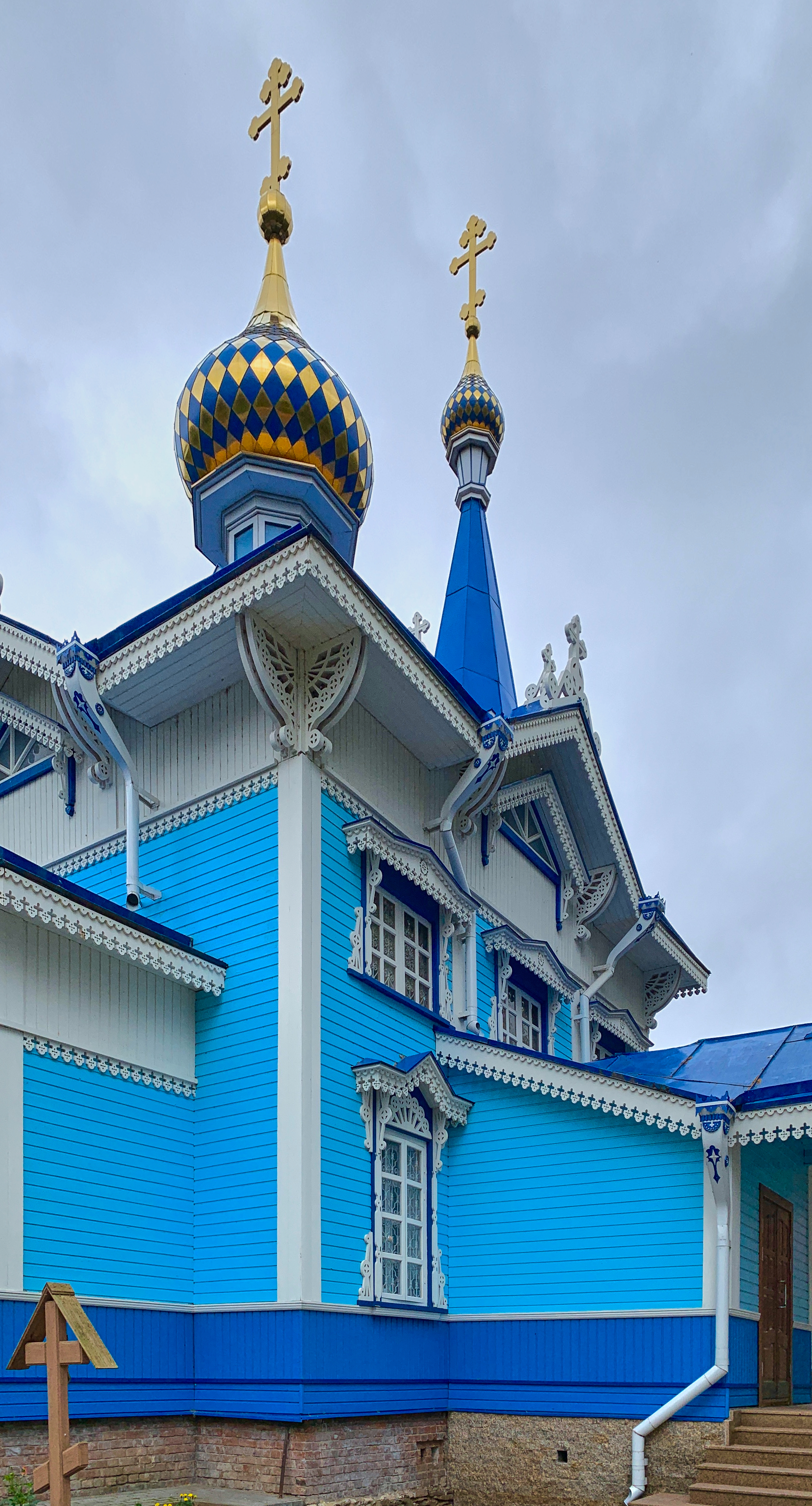
Вид з півночі
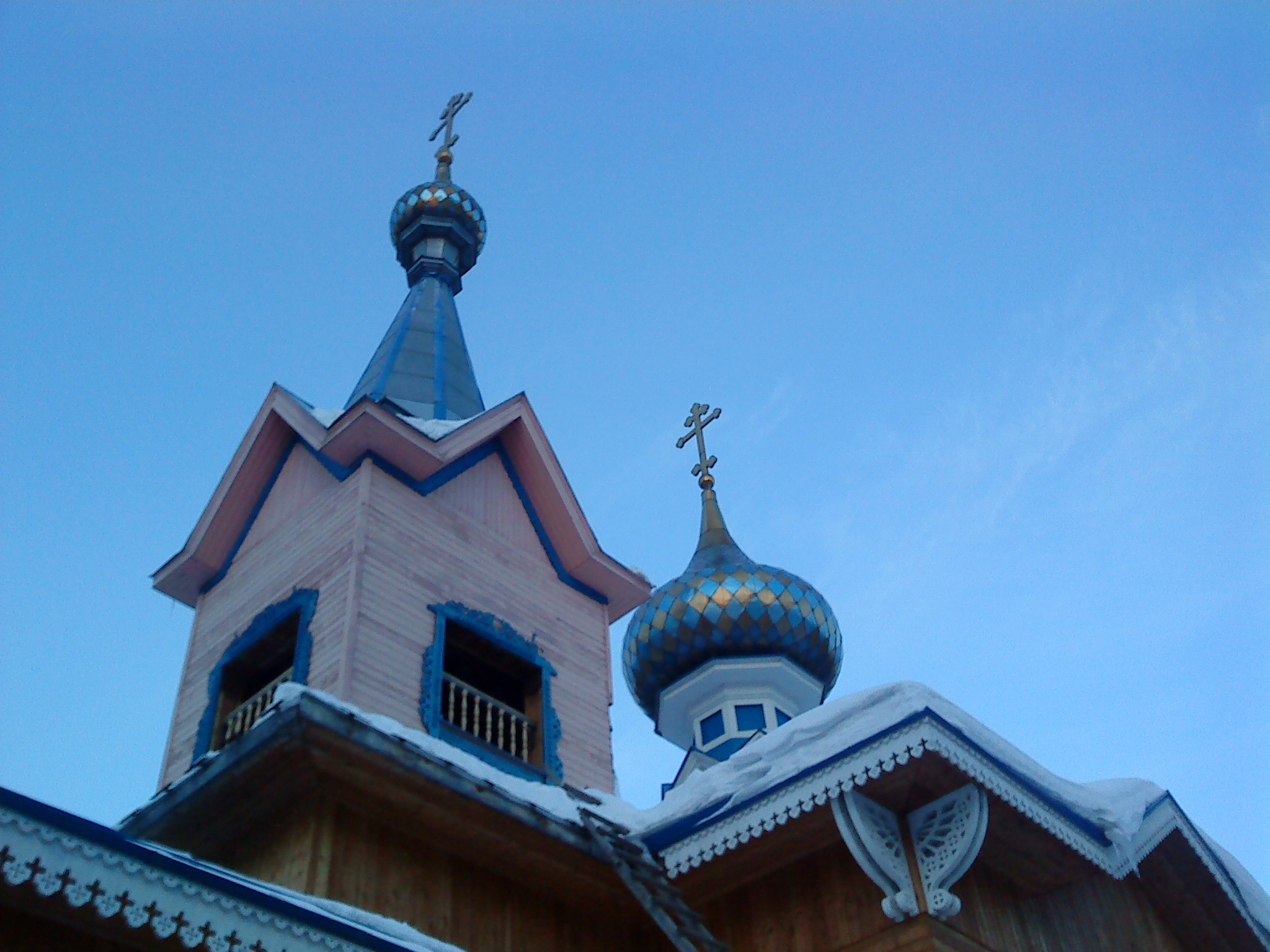
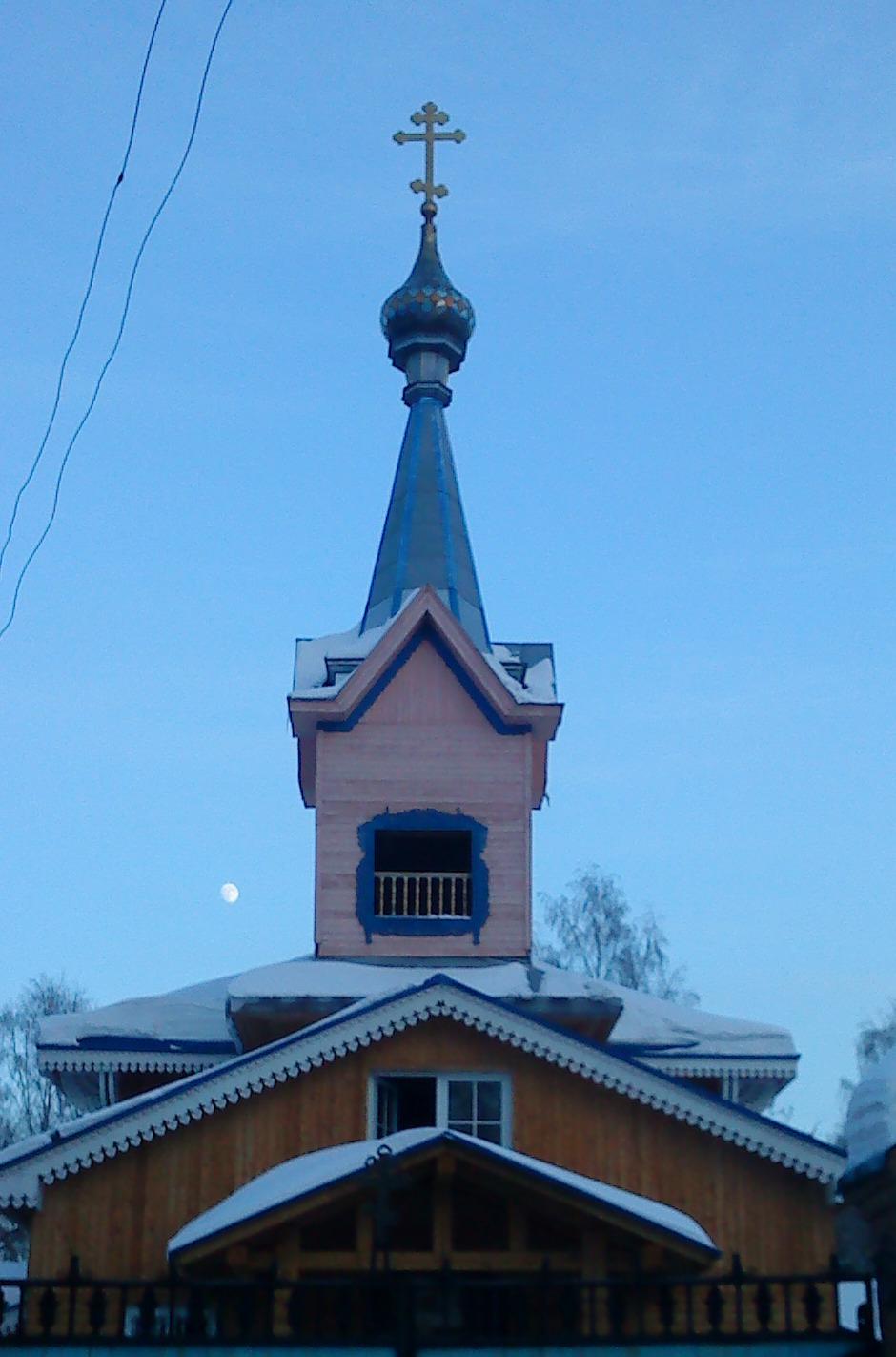
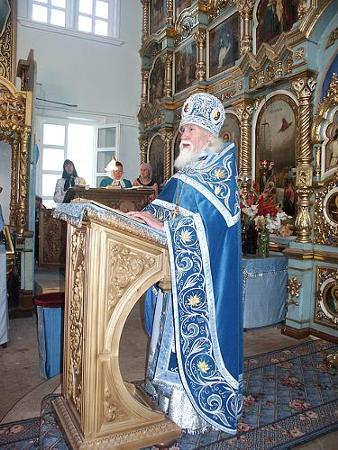
Колишній настоятель храму протоієрей Є. Лаптєв
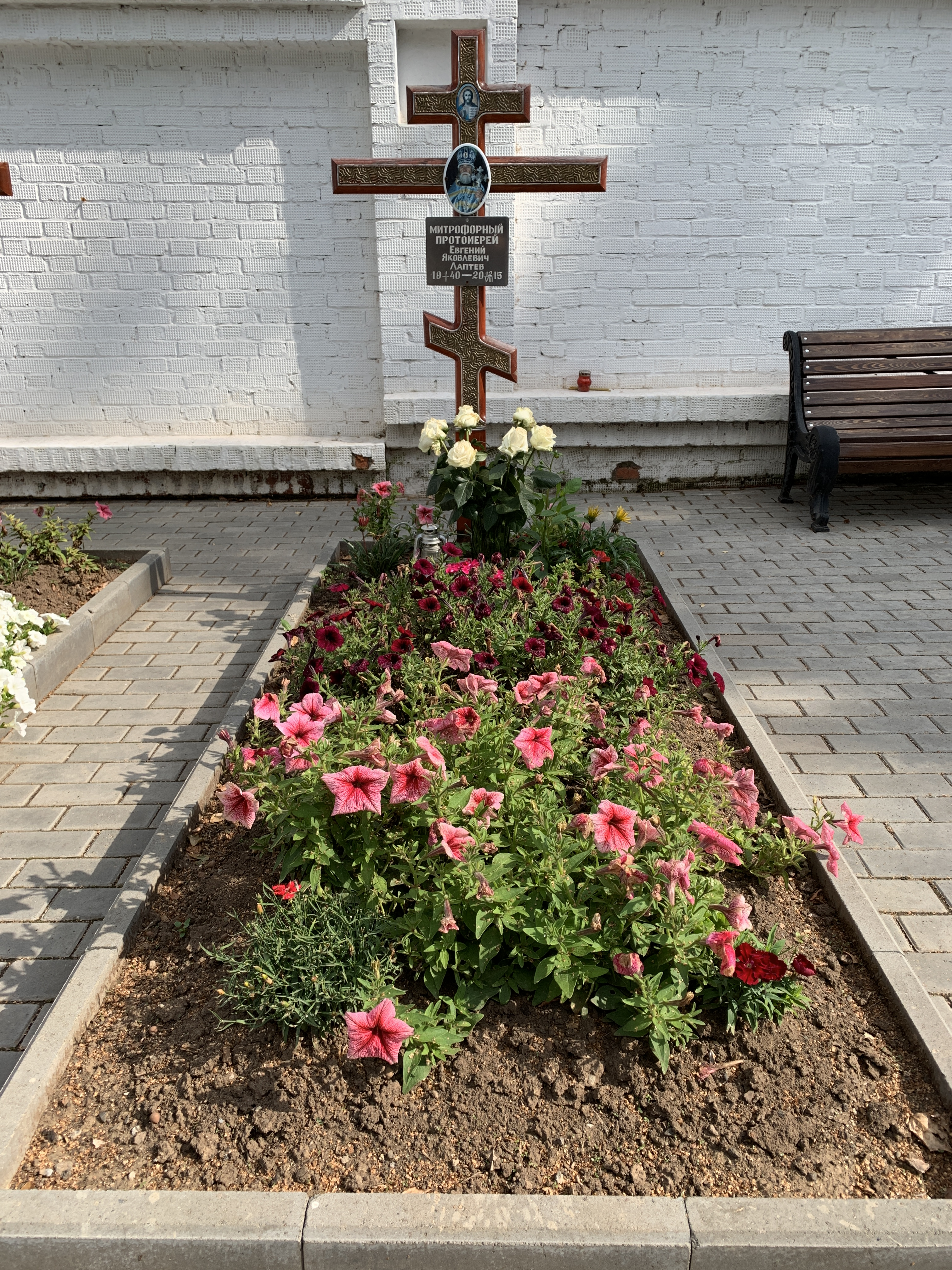
Могила Є. Лаптєва на території храму
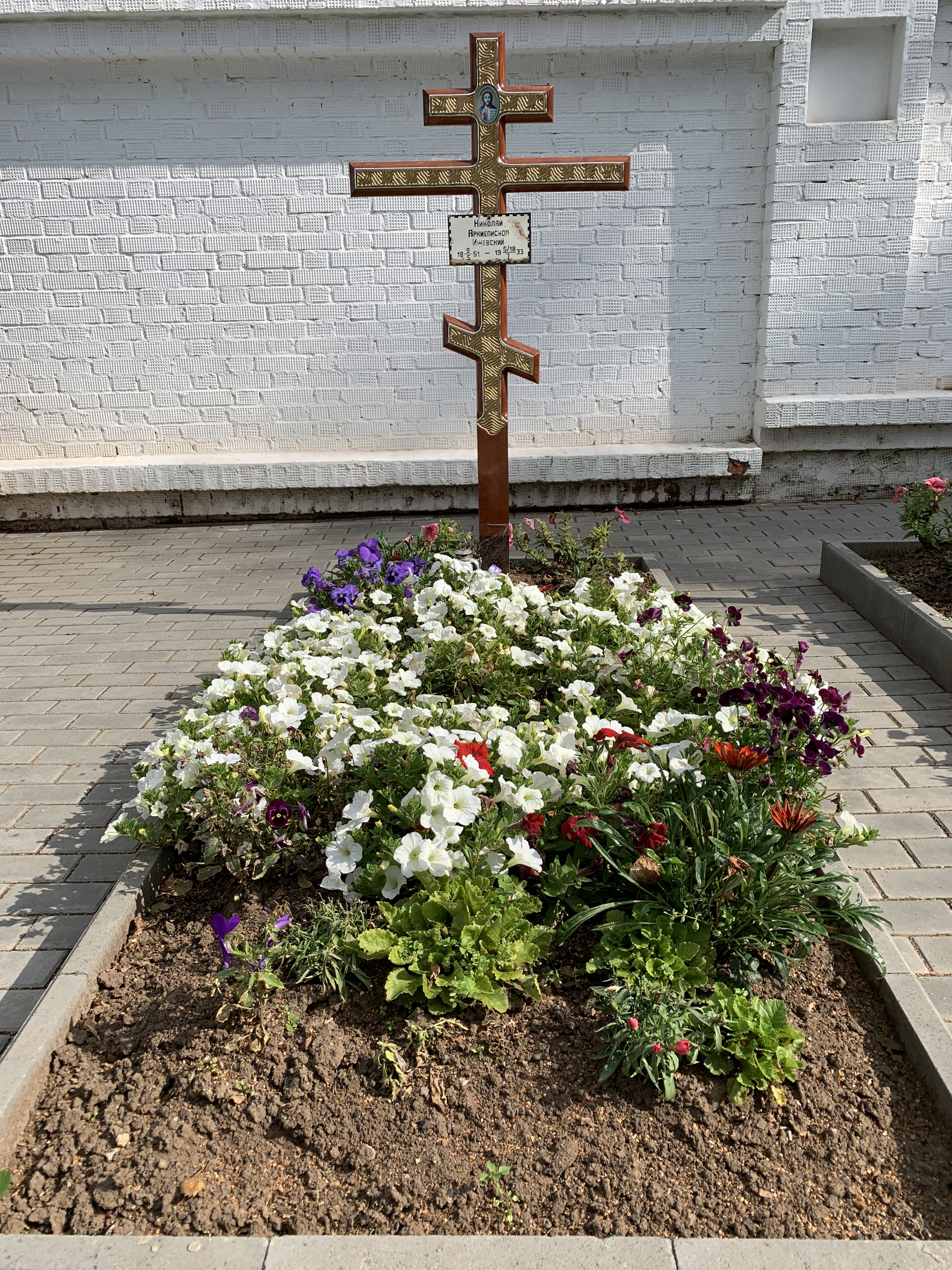
Могила Архієпископа Миколая (Покровського) на території храму